# 霍姆斯嶺
79°10′S 156°42′E / 79.167°S 156.700°E
霍姆斯嶺（英語：Holmes Ridge）是南極洲的山嶺，位於奧次地，屬於庫克山脈中芬格嶺的一部分，長4公里，以威斯康辛大學麥迪遜分校的太空科學及工程中心的人員命名，現時由南極條約體系管理。